# 大日本武德會

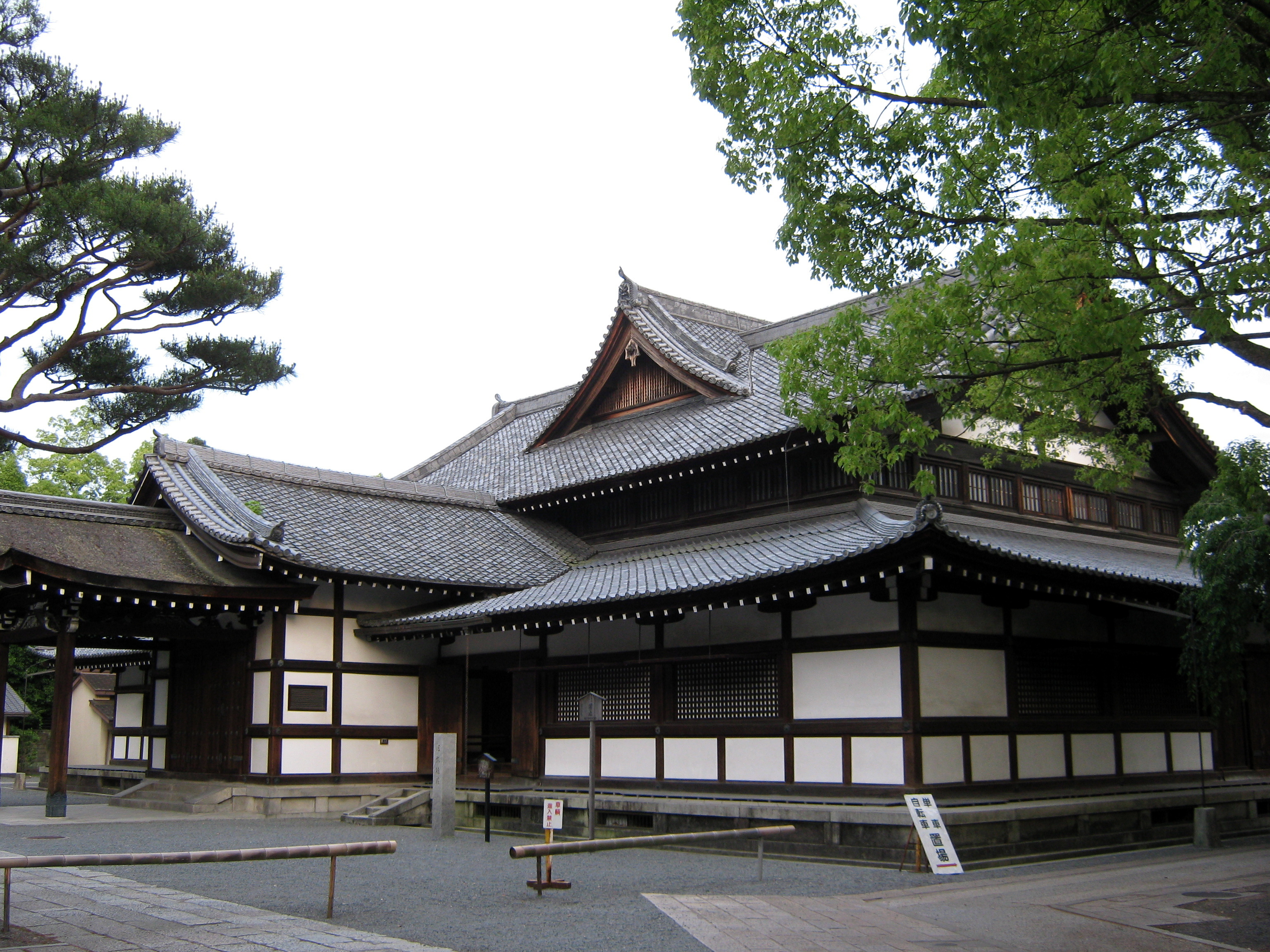
京都舊武德殿

大日本武德會是在第二次世界大戰前的日本以振興、教育、彰顯武術、武道為目的而設立的財團法人。該組織成立於明治二十八年（1895年）4月17日，於昭和二十一年（1946年）10月31日解散。
從第二次世界大戰時的1942年開始，該組織變成為統理管制武道相關組織的帝國政府外圍團體。1946年，該組織在盟軍最高司令官總司令部的指令下解散，1300多名相關人員遭到公職追放。

## 目的、理念
以涵養武德及為此而獎勵武術，並順勢振興日本國民士氣為目的。
而所謂的武德「比如說像是大和魂、尚武的精神、愛國的精神等等的事物（大和魂トカ、尚武ノ氣象トカ、愛國ノ精神トカ云フト同ジコ）」（善鉦次郎的演講），而劍術、柔術等武術則被視為培養武德的辦法。

## 事業
1909年，武德會在財團法人化之際已進行的事業有：
- 在京都平安神宮境内建造並維持武德殿
- 舉辦武德祭、大演武會
- 建立武術教育機構、教育設施
- 表揚在武術方面的傑出人士
- 蒐集古武器
- 保存傳統武術
- 編纂及發行與武德、傳統武術、古武器相關的史料、紀要

## 歷史

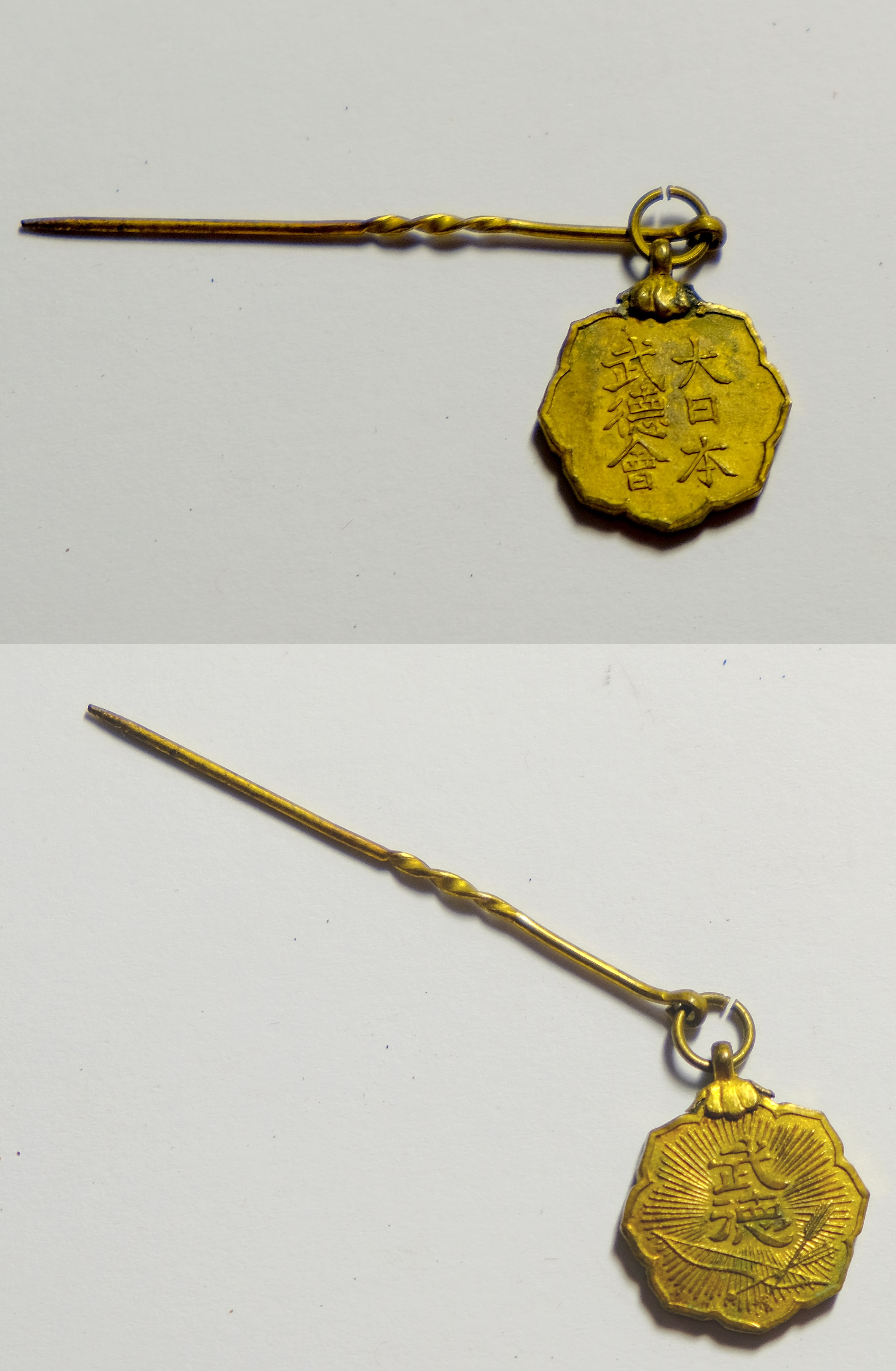
大日本武德會員之章

明治二十八年（1895年），在京都以丹羽圭介、佐佐熊太郎、鳥海弘毅、渡邊昇為中心，為了將支持以武術教育為基礎的精神鍛鍊的團體組織化，該年4月召開了大日本武德會的發起人總會。
在當初，該團體是為了舉辦與明治天皇行幸同時進行的天覧試合（即日本天皇所觀賞的比賽）而成立。
不過，由於天皇的行幸中止，遂將成立方針改變成發展為全國性組織。因此，遂由陸軍參謀總長小松宮彰仁親王擔任總裁，以日本警察為中心並利用内務省的地方組織，規畫著組織的發展。
武德會是靠募自會員的會費（捐款）來營運，並從達到目標會員數的地區開始建立分部（日语：支部）。府縣分部長為府縣知事，郡分部長為郡長，市町村分部長則為市町村長擔任。在日本明治時期組織型態與武德會相同的團體還有日本紅十字會、帝國水難救濟會、日本海員掖濟會、帝國海事協會、愛國婦人會等等。其他團體的募款活動主要是針對在府縣廳、郡役所、市役所、町村役場的一般職員，而武德會的募款活動主要是針對日本的警察官。
1909年時財團法人化，企圖強化組織。而在1909年時，武德會已是會員數有151萬人，資金181萬圓的團體，到了1942年年底更成為在日本全國建有分部，會員數224萬人，資金559萬圓的龐大團體。
而上述以發展成全國性組織為目標的武德會，在1942年時重組成日本政府的外圍團體。
1938年，帝國議會同意武道審議會的設置，遂在1939年12月23日設置厚生大臣的諮詢機構「武道振興委員會」，這個委員會會對綜合統一管理武道團體的組織化與武道相關部署的設置等問題向政府答覆。昭和十六年（1941年）5月新設厚生省體力局武道課，同年12月22日太平洋戰爭爆發。而在該年12月時，同為厚生大臣諮詢機構的「國民體力審議會」，提出包含既存的武德會的形式改組、統一出由厚生省、文部省、陸軍省、海軍省、内務省五省共管的新武道團體成為政府外圍團體之意見。接受該意見後的1942年3月21日，遂改組既存的武德會，由內閣總理大臣東條英機擔任會長，副會長則從厚生、文部、陸軍、海軍、內務各大臣及學者專家中分別聘請一名擔任，理事長一職則由民間人士出任，各分部長為各地知事擔任，而總部則從京都的武德殿搬至東京的厚生省內，如此以作為五省共管之政府外圍團體新生的大日本武德會遂開始活動。
成為政府外圍團體的武德會，包含了大日本學生體育振興會（日语：大日本学徒体育振興会）、講道館、日本古武道振興會、大日本劍道會等等組織並予以統一管理。此外武德會還設置銃劍道、射擊道、劍道、柔道等等部會，也有助於各武道的振興。
1945年日本在第二次世界大戰中戰敗後，武德會從統一管理全國武道組織的政府外圍團體改編成民間團體，內部人員也予以更換。此外，也不再對各武道組織進行統一管理。
不過由於從設立之初就與舊內務省有密切連結的關係，駐日盟軍最高司令官總司令部遂下令解散，武德會因而於1946年10月31日正式解散。此外，1947年的公職追放中，與武德會相關的人物有1300人受到波及而革除公職。

## 大日本武德會的活動

### 武道、劍道、弓道的名稱統一
1919年大日本武德會將「劍術」、「擊劍」等等的名稱統一為「劍道」。約在此同時也將弓術改稱為弓道，柔術改稱為柔道。

### 武術家的表彰與稱號的制定
武德会每年舉行大演武會，並設立從參與的武術家中表彰對武術的保存、獎勵盡心盡力的人物的制度，會給予名為「精錬証」的表彰。
1902年時，設置了範士、教士之稱號，精錬証成為教士之下的稱號。之後在1934年時，制定了範士、教士、錬士的稱號。
1942年為止，授予以劍道為中心，柔道、弓道、銃劍道、居合術、薙刀術、槍術、鎖鎌術、捕繩術、鐵扇術、遊泳術、空手術等等各種各種約1萬名的武術家稱號。
武德會所制定的範士、教士、錬士的稱號，現在全日本劍道聯盟與全日本弓道聯盟等所發放的稱號仍繼續延用。

### 統一形的制定
- 武德會劍術形：由於相當普及之故，而在之後制定為大日本帝國劍道形。
- 大日本帝國劍道形
- 弓道射形
  - 1933年5月的因全國範士、教士會的要求而構成27名弓道家組成的「弓道形調査委員會」，從同年11月10日開始的三天裡於京都武德殿中議論制定。
- 武德會柔術形（之後改稱為「武德會柔道形」）
  - 1906年7月在京都大日本武德會總部，由講道館的嘉納治五郎委員長與戶塚派揚心流的戸塚英美委員、四天流組討的星野九門委員及其他17名委員補（雙水執流組討腰之廻第十四代青柳喜平、不遷流柔術四代田邊又右衞門等等）柔術10流、師傅20名所構成之「日本武德會柔術形制定委員會於一週內所制定。會議內容於1908年由便利堂書店出版為《大日本武德會制定柔術形》一書。現在成為講道館柔道形的一部分，本來是包含講道館柔道在內將所有柔術流派統合起來的形。[2]

### 武道専門學校的建設

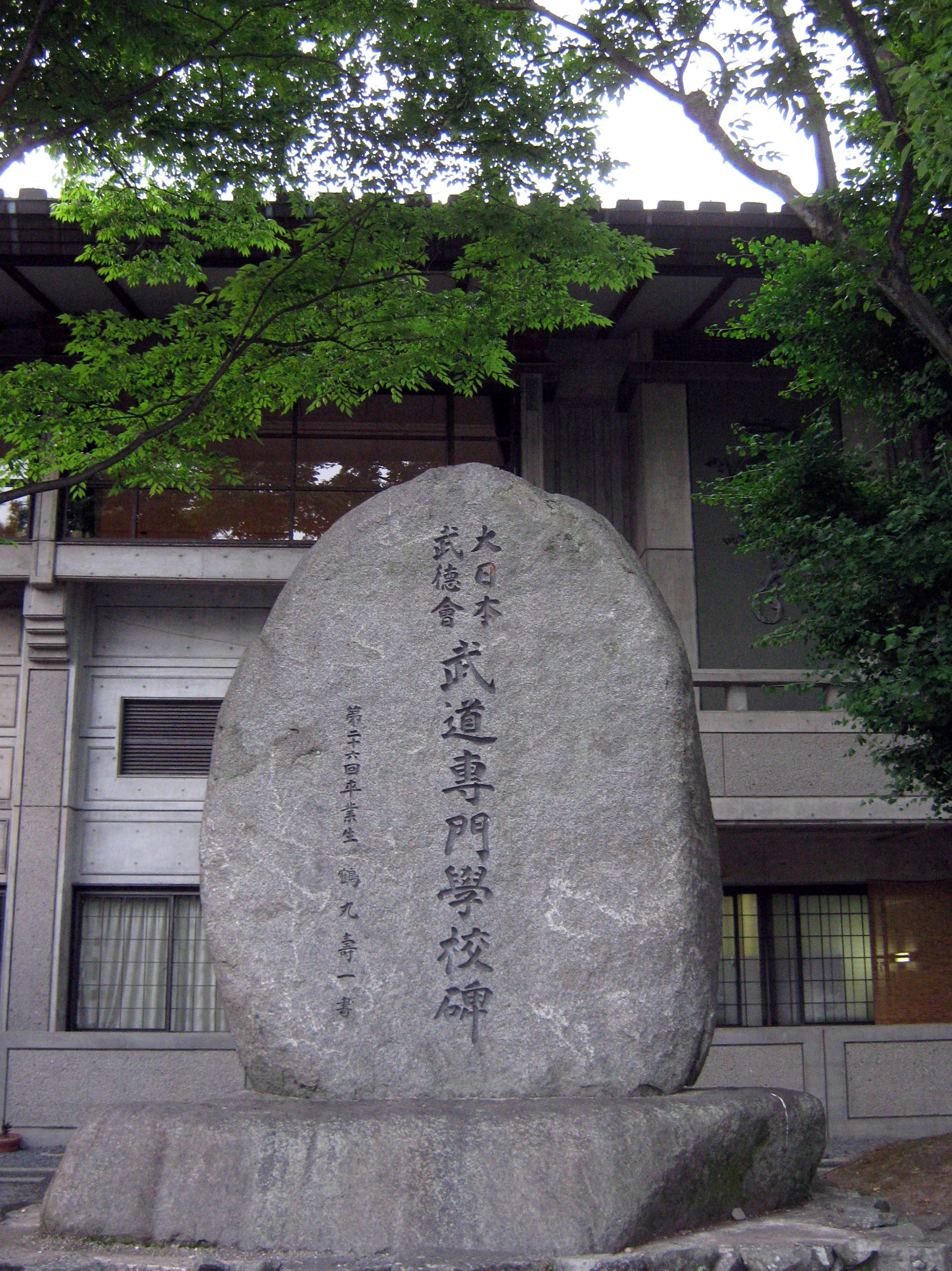
武道専門學校碑、京都舊武德殿

- 1905年8月，大日本武德會在京都設置武術教員養成所
- 1911年武術教員養成所改名為武術専門學校
- 1912年1月23日武術専門學校得到許可
- 1919年武術専門學校改稱為武道専門學校

## 現存的「武德會」
- 現在有與二次大戰前的大日本武德會無關的同名組織存在，該組織為主辦日本古武道的演武大會之民間武道團體。該組織創立於1957年，現在由舊皇族的東伏見慈洽擔任總裁。前日本內閣總理大臣宮澤喜一擔任顧問。
- 此外尚有名為「國際玄制流空手道連盟武德會」的空手道團體。

## 外部連結
- 小西家の伝統的な行動規範（页面存档备份，存于）
- 旧武徳殿　国重要文化財指定の答申
- 武徳會の武道界に於ける位置 教育学研究 Vol.6 , No.5(1937)pp.605-610